# Кулчу
Кулчу (рум. Culciu) — комуна у повіті Сату-Маре в Румунії. До складу комуни входять такі села (дані про населення за 2002 рік):
- Апатеу (329 осіб)
- Керешеу (1161 особа)
- Кород (483 особи)
- Кулчу-Маре (775 осіб) — адміністративний центр комуни
- Кулчу-Мік (692 особи)
- Ліпеу (573 особи)

Комуна розташована на відстані 436 км на північний захід від Бухареста, 13 км на схід від Сату-Маре, 116 км на північ від Клуж-Напоки.

## Населення
За даними перепису населення 2002 року у комуні проживали 4013 осіб.
Національний склад населення комуни:
| Національність | Кількість осіб | Відсоток |
| -------------- | -------------- | -------- |
| угорці         | 1998           | 49,8%    |
| румуни         | 1896           | 47,2%    |
| цигани         | 108            | 2,7%     |
| німці          | 5              | 0,1%     |
| італійці       | 3              | 0,1%     |
| українці       | 1              | < 0,1%   |
| серби          | 1              | < 0,1%   |
| словаки        | 1              | < 0,1%   |

Рідною мовою назвали:
| Мова       | Кількість осіб | Відсоток |
| ---------- | -------------- | -------- |
| угорська   | 2082           | 51,9%    |
| румунська  | 1917           | 47,8%    |
| циганська  | 7              | 0,2%     |
| турецька   | 3              | 0,1%     |
| німецька   | 2              | < 0,1%   |
| українська | 1              | < 0,1%   |
| словацька  | 1              | < 0,1%   |

Склад населення комуни за віросповіданням:
| Релігія                                       | Кількість осіб | Відсоток |
| --------------------------------------------- | -------------- | -------- |
| реформати                                     | 1855           | 46,2%    |
| православні                                   | 1733           | 43,2%    |
| греко-католики                                | 191            | 4,8%     |
| римо-католики                                 | 98             | 2,4%     |
| п'ятдесятники                                 | 38             | 0,9%     |
| не релігійні                                  | 16             | 0,4%     |
| баптисти                                      | 9              | 0,2%     |
| адвентисти                                    | 1              | < 0,1%   |
| унітарії                                      | 1              | < 0,1%   |
| лютерани (Синодально-пресвітеріанська церква) | 1              | < 0,1%   |

## Зовнішні посилання
- Дані про комуну Кулчу на сайті Ghidul Primăriilor [Архівовано 4 січня 2012 у Wayback Machine.]